# Neotyphodium coenophialum
Neotyphodium coenophialum är en svampart som först beskrevs av Morgan-Jones & W. Gams, och fick sitt nu gällande namn av Glenn, C.W. Bacon & Hanlin 1996. Neotyphodium coenophialum ingår i släktet Neotyphodium och familjen Clavicipitaceae.   Inga underarter finns listade i Catalogue of Life.